# Хустки район
Хустки район (на украински: Хустський район) е район в Закарпатска област в западната част на Украйна. Неговият административен център е Хуст. Има 96 960 жители.